# Atzeneta del Maestrat
Atzeneta del Maestrat település Spanyolországban, Castellón tartományban. Atzeneta del Maestrat Benafigos, Culla, Lucena del Cid, Les Useres, Vistabella del Maestrazgo és Chodos községekkel határos. Lakosainak száma 1309 fő (2024).

## Népesség
A település népessége az elmúlt években az alábbi módon változott:
| Lakosok száma | 1415 | 1442 | 1463 | 1424 | 1367 | 1321 | 1286 | 1276 | 1292 | 1309 |
|               | 2001 | 2004 | 2006 | 2009 | 2011 | 2014 | 2016 | 2019 | 2021 | 2024 |